# Coleophora pallidata
Coleophora pallidata é uma espécie de mariposa do gênero Coleophora pertencente à família Coleophoridae.